# Симбухово (Мордовия)
Симбухово — упразднённый посёлок разъезда в составе Семилейского сельского поселения в Кочкуровском районе республики Мордовия. Исключен из учётных данных в 2024 году.

## География
Находится у железнодорожной линии Рузаевка-Ульяновск на расстоянии примерно 10 километров по прямой на юг от районного центра села Кочкурово.

## Население
| 2002 | 2010 |
| ---- | ---- |
| 4    | ↘2   |

Постоянное население составляло 4 человека (мордва-эрзя 75 %) в 2002 году, 2 в 2010 году.